# Squadra volante
Squadra volante är en italiensk poliziottescofilm från 1974 i regi av Stelvio Massi.

## Rollista i urval
- Tomas Milian - Tomas Ravelli
- Mario Carotenuto - Franco Lavagni
- Gastone Moschin - "Il Marsigliese"
- Ray Lovelock - Rino
- Stefania Casini - Marta
- Guido Leontini - "Cranio"
- Enzo Andronico - Alberto